# 4 Little Girls
4 Little Girls (bra Quatro Meninas - Uma História Real) é um documentário estadunidense de 1997 dirigido por Spike Lee.
Estreou em 25 de junho de 1997 no Guild 50th Street Theatre, em Nova York. O filme foi produzido pela 40 Acres & A Mule Filmworks, a produtora de Lee e pela Home Box Office (HBO).

## Sinopse
Conta a história do assassinato de quatro garotas afro-americanas (Addie May Collins, Carol Denise McNair, Cynthia Wesley e Carole Rosamond Robertson) em 15 de setembro de 1963 no chamado "Atentado da Igreja Batista da Rua 16" em Birmingham no Alabama.

## Reconhecimento
O filme foi indicado ao Óscar de Melhor Documentário de Longa-metragem de 1998.
Em 2017, o filme foi escolhido pela Biblioteca do Congresso Americano para ser preservado no National Film Registry por ser considerado "cultural, histórica e esteticamente significante".